# Itea
- Commons
- Wikispecies

Itea L. é um género botânico pertencente à família Iteaceae.

## Sinonímia
- Diconangia Adans.
- Kurrimia Wall. ex Meisn.
- Reinia Franch.

## Espécies
- Itea illicifolia
- Itea virginica
- Lista completa

## Classificação do gênero
| Sistema | Classificação                      | Referência               |
| ------- | ---------------------------------- | ------------------------ |
| Linné   | Classe Pentandria, ordem Monogynia | Species plantarum (1753) |